# Borek (Hradec Králové)
Borek é uma comuna checa localizada na região de Hradec Králové, distrito de Jičín‎.